# Segunda División de Balompié Mexicano
La Segunda División de Balompié Mexicano fue la categoría de plata de la Liga de Balompié Mexicano asociada al sistema de ligas de la Asociación Nacional de Balompié Mexicano. Tras la finalización del torneo 2024 A a mediados de dicho año, en febrero de 2025 la liga se disolvió tras la suspensión indefinida del torneo así como todas sus categorías por parte de la misma ANBM.

## Historia
El 28 de abril de 2022 fue anunciada por la Liga de Balompié Mexicano en sus redes sociales.
El 10 de junio de 2022, se llevó a cabo la primera reunión con los que tentativamente serían los integrantes de la zona centro de la Segunda División. 
Se decidió comenzar la primera temporada con la zona centro.

## Formato de competición
El torneo de la Segunda División de Balompié Mexicano, está conformado en dos partes:
- Fase de calificación: Se integra por las 14 jornadas del torneo.
- Fase final: Se integra por los partidos de semifinal y final, más conocida como liguilla.

### Fase de clasificación
En la fase de clasificación se observará el sistema de puntos. La ubicación en la tabla general está sujeta a lo siguiente:
- Por juego ganado se obtendrán tres puntos.
- Por juego empatado se obtendrá un punto, siempre y cuando haya goles.
- Por juego empatado a cero goles no se otorgan puntos.
- Por juego perdido no se otorgan puntos.

En esta fase participan los 8 clubes de la Segunda División de Balompié Mexicano jugando en cada torneo todos contra todos durante las 14 jornadas respectivas, a un dos vueltas.
El orden de los clubes al final de la fase de calificación del torneo corresponderá a la suma de los puntos obtenidos por cada uno de ellos y se presentará en forma descendente. Si al finalizar las 14 jornadas del torneo, dos o más clubes estuviesen empatados en puntos, su posición en la tabla general será determinada atendiendo a los siguientes criterios de desempate:
a) Mejor diferencia de goles 
b) Mayor cantidad de goles anotados 
c) Ganador del último partido efectuado entre los dos equipos 
d) Menos tarjetas de expulsión 
e) Menos tarjetas de amonestación 
f) Sorteo
Para determinar los lugares que ocuparán los clubes que participen en la fase final del torneo se tomará como base la tabla general de clasificación.
Participan automáticamente por el título de Campeón de la Segunda División de Balompié Mexicano, los 4 primeros clubes de la tabla general de clasificación al término de las 14 jornadas, el primer lugar se clasifica directamente a la gran final.

### Fase final
Previo a la final, habrá una semifinal, en la que los equipos ubicados en 2.º y 3.er lugar de la tabla general se enfrentarán para definir al segundo finalista del torneo.

## Equipos participantes

### Torneo 2024 A
| Equipo                    | Entrenador          | Ciudad                                | Fundación                  | Estadio | Capacidad | Filial      |
| ------------------------- | ------------------- | ------------------------------------- | -------------------------- | ------- | --------- | ----------- |
| Borregos de Tezontepec FC | Bandera de México   | Tezontepec, Hidalgo                   | Campo deportivo Revolución |         |           |             |
| Emperadores Fútbol Club   | Mario Trejo         | Venustiano Carranza, Ciudad de México | Plutarco Elías Calles      | 1,000   |           |             |
| Delfines de Tlajomulco    | Bandera de México   | Tlajomulco de Zúñiga, Jalisco         | Del Valle                  | 500     |           |             |
| CAR Veolaia               | Tania Velázquez     | Tonanitla, Estado de México           | Unidad Deportiva Tonanitla | 200     |           |             |
| Lobos CARH                | Eduardo Cartas      | Chalco, Estado de México              | Joaquín Iracheta           | 500     |           |             |
| Tecos Temascalapa FC      | Alejandro Gutiérrez | Temascalapa, Estado de México         | El Aljibe                  | 500     |           | Temascalapa |
| Industriales Tultepec     | Bandera de México   | Tultepec, Estado de México            | Hugo Sánchez               | 3 500   |           |             |

## Palmarés
| Temporada | Campeón              | Marcador | Subcampeón            | Goleador             | Club                   | Goles | Notas                        |
| --------- | -------------------- | -------- | --------------------- | -------------------- | ---------------------- | ----- | ---------------------------- |
| 2022      | Halcones B           | 5-3      | Toros México FC       | Christian Nieves     | Halcones B             | 20    | Primer torneo de segunda     |
| 2023      | Cóndor B             | 5-3      | Halcones de Querétaro | Germán Medina        | Toros B                | 19    | Aumento a 8 equipos          |
| 2023 B    | Fútbol Club Albiazul | 3-1      | Club Deportivo Jusakk | Fidel Corral Sánchez | CAR Veolaia            | 26    | Se abre zona del bajío       |
| 2024 A    | Lobos CARH           | 2-0      | Tecos Temascalapa     | Azael Martínez       | Borregos de Tezontepec | 13    | Se elimina la zona del bajío |

## Títulos por club
| Club                  | Títulos | Subtítulos | Años de los campeonatos | Años de los subcampeonatos |
| --------------------- | ------- | ---------- | ----------------------- | -------------------------- |
| Halcones de Querétaro | 1       | 1          | 2022                    | 2023                       |
| Cóndor B              | 1       | 0          | 2023                    |                            |
| Fútbol Club Albiazul  | 1       | 0          | 2023 B                  |                            |
| Lobos CARH            | 1       | 0          | 2024 A                  |                            |
| Toros México FC       | 0       | 1          |                         | 2022                       |
| Club Deportivo Jusakk | 0       | 1          |                         | 2023 B                     |
| Tecos Temascalapa     | 0       | 1          |                         | 2024 A                     |